# Coral la Lira
La Societat Coral la Lira de Sant Cugat del Vallès és una formació de veus masculines, la primera coral claveriana de la vila. La seva fundació és un misteri, perquè només es tenen els noms de la Junta legalitzadora del 1884 i d'alguns veterans que van arribar a les noces d'or.
L'any 1882 es va fundar, sota el nom de "Sociedad Coral La Lira Santcugatense" sota la direcció del mestre F. Barata i amb Ramon Musella de president. L'any 1883, Lluís Millet i Pagès, amb tan sols 17 anys n'agafa la direcció musical, inici de la seva llarga carrera.
Actualment encara continua activa, i segueix estant formada només per homes, canten cançons populars catalanes. L'any 2007 van complir els 125 anys, i ho va celebrar amb l'edició d'un llibre i amb una trobada de societats corals d'herència dels Cors de Clavé celebrada a l'Auditori de Sant Cugat.